# Офіс Генерального прокурора
Офіс Генерального прокурора (до 2 січня 2020 року — Генеральна прокуратура України) — вищий орган прокуратури України, який організовує та координує діяльність усіх органів прокуратури та виконує інші функції відповідно до закону.

## Функції та структура Офісу
Офіс Генерального прокурора організовує та координує діяльність усіх органів прокуратури, забезпечує належне функціонування Єдиного реєстру досудових розслідувань та його ведення органами досудового розслідування, визначає єдиний порядок формування звітності про стан кримінальної протиправності та роботу прокурора з метою забезпечення ефективного виконання функцій прокуратури, а також здійснює управління об'єктами державної власності, що належать до сфери його управління.
У структурі Офісу Генерального прокурора утворюються департаменти, управління, відділи, а також Генеральна інспекція. Крім того, на правах самостійного структурного підрозділу Офісу діє Спеціалізована антикорупційна прокуратура.
Офіс Генерального прокурора бере участь у підготовці міжнародних договорів України щодо співробітництва у сфері кримінального судочинства, укладає міжвідомчі міжнародні договори України про співробітництво з питань діяльності прокуратури з відповідними державними органами іноземних держав і міжнародними організаціями, до компетенції яких належать питання, що регулюються договорами.
Структура Офісу: 12 департаментів, 8 окремих управлінь та 2 спеціалізованих прокуратур. Загалом там працюватиме 1500 осіб.

## Генеральний прокурор
Офіс Генерального прокурора очолює Генеральний прокурор, який має двох перших заступників та заступників, а також заступника Генерального прокурора — керівника Спеціалізованої антикорупційної прокуратури.
Генеральний прокурор представляє прокуратуру у зовнішніх зносинах, організовує діяльність органів прокуратури України, у тому числі визначає межі повноважень Офісу Генерального прокурора, обласних та окружних прокуратур, призначає прокурорів на адміністративні посади та звільняє їх, а також виконує інші повноваження згідно з законом. Генеральний прокурор видає накази, має право давати вказівки будь-якому прокурору.
Генеральний прокурор призначається на посаду Президентом України за згодою Верховної Ради України. Строк його повноважень становить шість років. Одна й та ж особа не може обіймати посаду Генерального прокурора два строки поспіль.

### Список Генеральних прокурорів України

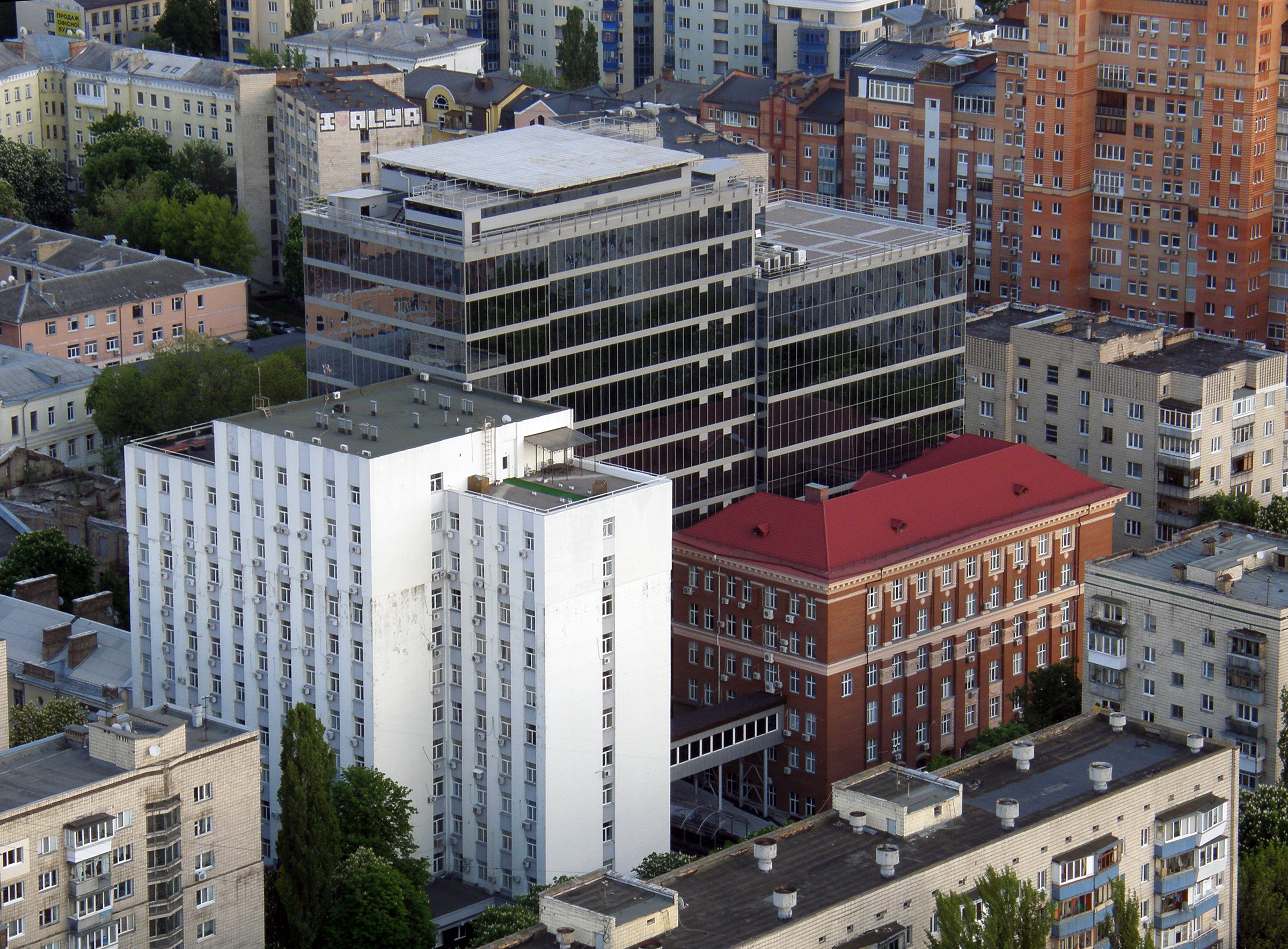
Три будівлі генеральної прокуратури різних епох

## Поточне керівництво Офісу
- Кравченко Руслан Андрійович —  Генеральний прокурор України
- Хоменко Олексій Миколайович — перший заступник Генерального прокурора України [4]
- Мустеца Ігор Васильович — заступник Генерального прокурора України[5]
- Вдовиченко Марія Сергіївна — заступник Генерального прокурора України[6]
- Крим Максим Юрійович — заступник Генерального прокурора України[6]
- Лещенко Андрій Леонідович — заступник Генерального прокурора України[6]
- Олександр Клименко — заступник Генерального прокурора України — керівник Спеціалізованої антикорупційної прокуратури